# افتخارالسلطنه
افتخار السلطنه (زهرا خانم / ایران الملوک) دختر ناصرالدین‌شاه و لیلی خانم یوشی از زنان مورد توجه شاه بود. این دختر، علاوه بر وجاهت ذاتی، صاحب ثروت نیز بود زیرا تنها وارث مادرش لیلی و خاله اش عایشه خانم شده بود که به ملاحظه سوگلی بودن هر دو نزد شاه، دارای ثروت فراوانی بودند.
او با پسردایی اش ابراهیم نوری ازدواج کرد و صاحب سه دختر و یک پسر شد اما چند سال بعد عاشق نظام‌السلطان خواجه‌نوری شد و همسر و فرزندانش را رها کرد و به خانه او رفت. نظام‌السلطان نیز ثروتش را به باد داده بود و پس از مرگش، افتخار السلطنه در اواخر عمر با بیماری و عسرت زندگی کرد در حالی که از اشرف‌الملوک فخرالدوله (دختر مظفرالدین‌شاه) کمک مالی می‌گرفت.
او دلدادهٔ عارف قزوینی بود و عارف نیز بدو عشق سرشار داشت که به وصال نینجامید. عارف تصنیف «افتخار آفاق» را برای افتخارالسلطنه سروده‌ است.